# El Colorado (Argentyna)
El Colorado – miasto w Argentynie, w prowincji Formosa, w departamencie Pirané.
Według danych szacunkowych na rok 2010 miejscowość liczyła 14 228 mieszkańców.